# Чак Белер
Чак Белер (англ. Chuck Behler; нар. 13 червня 1965) — американський музикант, найбільш відомий як барабанщик треш-метал гурту Megadeth. Він грав у Megadeth з 1987 по 1989 роки, взявши участь у записі одного альбому — So Far, So Good... So What!. Музикант також відображений у фільмі The Decline of Western Civilization Part II: The Metal Years.
Фронтмен гурту Дейв Мастейн знав Белера, оскільки той був техніком попереднього ударника Megadeth Гара Самуельсона. У свою чергу, Чак поступився місцем за барабанами своєму техніку Ніку Менца.
До Megadeth Белер був учасником гуртів The Meanies та Sinclair.